# Buenavista, San Juan Cacahuatepec
Buenavista är en ort i Mexiko.   Den ligger i kommunen San Juan Cacahuatepec och delstaten Oaxaca, i den sydöstra delen av landet, 300 km söder om huvudstaden Mexico City. Buenavista ligger 427 meter över havet och antalet invånare är 913.
Terrängen runt Buenavista är kuperad. Runt Buenavista är det ganska glesbefolkat, med 48 invånare per kvadratkilometer. Närmaste större samhälle är San Juan Cacahuatepec, 4,7 km sydost om Buenavista. Trakten runt Buenavista består till största delen av jordbruksmark.